# Yeah Yeah Yeahs
Yeah Yeah Yeahs é uma banda norte-americana de indie rock formada em Nova Iorque. É composta pela vocalista Karen O, o guitarrista Nick Zinner e na bateria Brian Chase. Sua música é uma mistura de elementos retrô com guitarras ao estilo punk rock. A partir de 2006 passaram a contar com um segundo guitarrista e tecladista, David Pajo, para as turnês.

## História
Karen O e Nicolas Zinner formaram a banda "Unitard" em 2000, e mudaram o nome para o atual após a entrada de Brian Chase.
O álbum de estréia da banda foi um EP com o nome da banda, lançado em 2001, que foi seguido do EP Machine em 2002. Em 2003 a banda lançou o primeiro álbum, Fever to Tell, que recebeu críticas bastante positivas e que vendeu mais de 750.000 cópias internacionalmente. O terceiro single lançado, "Maps", teve bastante aparição em rádios de rock alternativo. O videoclipe de "Y Control" foi dirigido pelo aclamado diretor Spike Jonze, que inclusive envolveu-se com a vocalista Karen O por um tempo. Em outubro de 2004 a banda lançou seu primeiro DVD, Tell Me What Rockers to Swallow, que inclui um concerto no The Fillmore em San Francisco, todos os videoclipes da banda até então e diversas entrevistas.
O segundo álbum Show Your Bones foi lançado em março de 2006. Esse segundo álbum, mais trabalhado, mostra um Yeah Yeah Yeahs maduro. Ele se mostra bem diferente dos discos anteriores e também recebeu críticas muito positivas. Na turnê desse CD, em Outubro de 2006, eles fizeram dezenas de shows, três deles sendo no Brasil, nas cidades Rio de Janeiro, São Paulo e Curitiba. O disco foi produzido por Squeak E. Clean, aquele que colaborou com a Karen na canção "Hello Tomorrow", feita para um comercial da Adidas que foi dirigido pelo irmão de Sam e o ex-namorado da Karen, Spike Jonze. A MTV citou[carece de fontes?] que esse álbum foi baseado na vida de Coco Beware, o gato de Karen e o nome do álbum seria o mesmo. O Primeiro single do álbum foi "Gold Lion", lançado em 20 de março de 2006.
Em 24 de Julho de 2007, eles lançaram um EP chamado Is Is, ou "É É" ao pé-da-letra. É composto de cinco canções: "Rockers to Swallow", "10x10", "Kiss Kiss", "Down Boy" e "Isis", e também um vídeo do dia do concerto de lançamento do mesmo. Todas essas canções foram regravadas, pois na turnê do Fever to Tell elas já iam sendo apresentadas ao vivo, e "10x10", "Rockers to Swallow" e "Down Boy" estão no primeiro DVD deles.
Recentemente, o Liars lançou um novo álbum, no qual o vídeo musical do primeiro single, Karen O. aparece de peruca loira.
Em abril de 2013, foi lançado Mosquito, o mais recente trabalho da banda. Nesse álbum, a banda novamente apresenta um som bem diferente dos álbuns anteriores, segundo Karen "É definitivamente diferente do último trabalho. Então, eu acho que podemos dizer que não mudamos em nada! O som do disco é um pouco mais ‘lo-fi’ e ligeiramente mais influenciado pelo reggae. Há bastante delay e a sonoridade é mais crua do que foi em nosso álbum anterior.  Sacrilege foi o primeiro single, seguido de  Mosquito.
Em 9 de novembro de 2013 a banda tocou no Brasil nas cidades de Belo Horizonte e Rio de Janeiro como uma das atrações do festival Circuito Banco do Brasil e abriu um show solo da banda Red Hot Chili Peppers na Arena Anhembi em São Paulo

## Integrantes
- Karen O - vocal
- Nicolas Zinner - guitarra
- Brian Chase - bateria

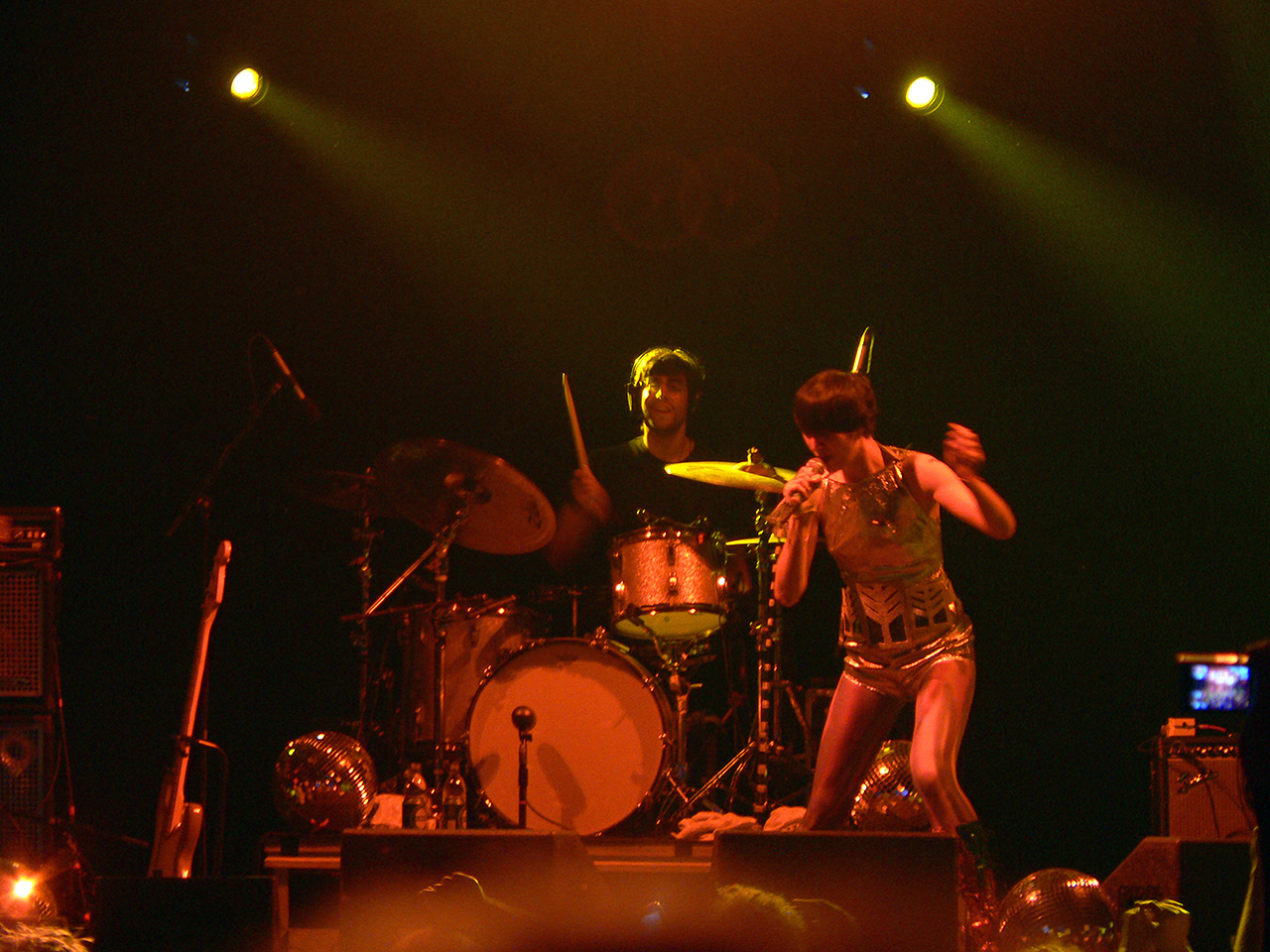
A banda em concerto em Malmö, 2006

- David Pajo - guitarra, baixo, teclado, sintetizadores (somente em turnês)

## Discografia

### Álbuns de estúdio
- Fever to Tell (29 de Abril de 2003)

- Show Your Bones (27 de Março de 2006)

- It's Blitz! (Março de 2009)

- Mosquito (Abril de 2013)
- Cool It Down (Junho de 2022)

### EP
- Yeah Yeah Yeahs (Master EP) (9 de Julho de 2001)

- Machine EP (5 de Novembro 2002)

- Is Is (24 de Junho 2007)

### Singles
| Ano  | Música                 | U.S. Hot 100 | U.S. Modern Rock | U.S. Pop 100 | UK Singles Chart | Álbum                                 |
| ---- | ---------------------- | ------------ | ---------------- | ------------ | ---------------- | ------------------------------------- |
| 2001 | "Bang!"                | -            | -                | -            | -                | Yeah Yeah Yeahs (Master EP)           |
| 2001 | "Art Star"             | -            | -                | -            | -                | Yeah Yeah Yeahs (Master EP)           |
| 2002 | "Machine"              | -            | -                | -            | 37               | Machine EP                            |
| 2003 | "Date with the Night"  |              |                  |              | 16               | Fever to Tell                         |
| 2003 | "Pin"                  |              |                  |              | 29               | Fever to Tell                         |
| 2004 | "Maps"                 | 87           | 9                |              | 26               | Fever to Tell                         |
| 2004 | "Y Control"            |              |                  |              | 54               | Fever to Tell                         |
| 2006 | "Gold Lion"            | 88           | 14               | 68           | 18               | Show Your Bones                       |
| 2006 | "Turn Into"            | -            | -                | -            | 53               | Show Your Bones                       |
| 2006 | "Cheated Hearts"       | -            | -                | -            | 54               | Show Your Bones                       |
| 2006 | "Sealings"             | -            | -                | -            | -                | Driver Parallel Lines Soundtrack      |
| 2007 | "Sealings"(re-release) | -            | -                | -            | -                | Spider-Man 3: The Official Soundtrack |
| 2007 | "Down Boy"             | -            | -                | -            | -                | Is Is                                 |
| 2007 | "Rockers to Swallow"   | -            | -                | -            | -                | Is Is                                 |
| 2009 | "Zero"                 | -            | -                | -            | -                | It's blitz!                           |
| 2009 | "Heads will roll"      | -            | -                | -            | -                | It's blitz!                           |

## Videografia

### Vídeos musicais
- Date With The Night
- Y-Control
- Maps
- Pin
- Gold Lion
- Cheated Hearts
- Turn Into
- Zero
- Heads Will Roll
- Skeletons
- Sacrilege
- Mosquito

### Aparições na televisão
- - Late Night with Conan O'Brien (2003)
  - Late Show with David Letterman (2013)
  - Saturday Night Live - SNL (2009)
  - Zero (2009)
  - Down Boy (26 de Julho de 2007)
  - Gold Lion (2006)

- Jools Holland
  - Heads Will Roll e Zero (2009)
  - Date With The Night (2004)

### DVDs
- 2004 - Tell Me What Rockers to Swallow
- The Is Is EP Videos

Os videos foram gravados no concerto de divulgação (Glasslands Gallery, Brooklyn, Nova Iorque; 7 de Maio de 2007)
- - Rockers To Swallow
  - Down Boy
  - Kiss Kiss
  - Isis
  - 10x10